# Christophe Fuhrmann
Christophe Fuhrmann (* 11. September 1965 in Yutz) ist ein ehemaliger französischer Fußballspieler.

## Karriere
Fuhrmann begann seine Karriere 1984 bei EA Guingamp. Dort spielte er zunächst hauptsächlich in der zweiten Mannschaft. In seiner ersten Saison kam er auf zwei Einsätze im Profiteam. In den folgenden Jahren wurde er etwas häufiger eingesetzt und kam bis 1988 auf 36 Einsätze und drei Tore in der zweiten Liga. Danach wechselte er zum Drittligisten FC Lorient. 1989 wechselte er zum FC Vannes und beendete nach einem Jahr dort 1990 mit nur 24 Jahren seine Karriere.